# Дан Дунава
Дан Дунава је међународни дан реке Дунав који се обележава 29. јуна у земљама широм Европе. Међународна комисија за заштиту реке Дунав (енгл. International Commision for the Protection of the Danube River; ICPDR) први пут га је прославила 2004. године, на дан десете годишњице од потписивања Међународне конвенције о заштити Дунава, 29. јуна 1994. године у Софији.

## Слив реке Дунав
Слив реке Дунав је други по величини у Европи, после слива реке Волге, и обухвата 14 држава: Немачку, Аустрију, Чешку, Словачку, Мађарску, Словенију, Хрватску, Србију, Босну и Херцеговину, Црну Гору, Румунију, Бугарску, Молдавију и Украјину.
Слив реке обухвата 817.000 квадратних километара, а у њеном сливу живи 83 милиона људи. Око 20 милиона људи се снабдева водом за пиће из Дунава. Дунав пролази кроз бројне велике градове, укључујући четири главне престонице: Беч, Братиславу, Будимпешту и Београд. Квалитет воде је озбиљан проблем због загађења које потиче од милиона људи, пољопривреде и индустрије. Тренутно се сматра да је само 24,7% водних тела Дунава има добро еколошко стање.

## Дан Дунава
Дан Дунава се обележава у целом сливу Дунава, а сама прослава одаје почаст важној улози коју Дунав и његове притоке играју у животу људи: обезбеђење воде за пиће, рекреацију, индустрију, пољопривреду, рибарство, пловидбу и др. Дан Дунава је интегрални део сарадње подунавских земаља и прославља се како би се подигла свест за очување реке код што већег броја појединаца и како би се апеловало на рационалну употребу водних ресурса.
Према речима комисије, Дан Дунава истиче зашто је важно пазити на реке у сливу Дунава, (прослављајући успехе) показује шта се може постићи, гледа у будућност и суочава се са предстојећим изазовима и мобилише људе да предузимају акције везане за Дунав.
У прослави Дана Дунава се подстиче учествовање организација и институција на свим нивоима друштва; од вртића преко средњих школа и универзитета, невладиних организација, цркава, туристичких организација, научних институција и националних или локалних влада. Промовише се и учешће јавних личности и уметника, који би лично могли да надахну јавност да делују за Дунав у свом свакодневном животу.
Дунав је још у античко време и античкој књижевности заузимао значајно место и о њему су писали бројни знаменити људи тог времена као што су Аристотел, Херодот, Страбон, Овидије, Цицерон... Постоји и запис да је француски цар Наполеон једном приликом изјавио: Дунав је као цар међу рекама, вечан као Тибар, плодоносан као Нил, величанствен као Мисисипи, љубљен као Волга, живахан као Рајна.

## Дан Дунава 2019
Дан Дунава 2019. године прославио је безбедније реке после 25 година међународне сарадње у региону. Фестивали дуж обала Дунава и широм већих градова, укључујући разне забавне активности и едукативне догађаје одавали су почаст реци, њеним народима и напретку оствареном у три деценије деловања. Догађаји су се одвијали у Немачкој, Чешкој, Аустрији, Словачкој, Мађарској, Словенији, Хрватској, Босни и Херцеговини, Србији, Црној Гори, Румунији, Бугарској, Молдавији и Украјини. Према речима организатора, овакви догађаји јачају „Дунавску солидарност”: упркос различитим културама и историјама, постоји заједничка жеља и одговорност да се заштити драгоцени водни ресурс.

## Дан Дунава 2020
Упркос томе што су скоро све активности или отказане или одгођене на неодређено за 2020. годину због пандемије вируса корона, земље чланице планирају да одрже прославу под називом DiscoverDanube online! (прев. Истражи Дунав на интернету!).